# Kubok Rossii 2008-2009
La Coppa di Russia 2008-2009 (in russo Кубок России?, Kubok Rossii) è stata la 17ª edizione del principale torneo a eliminazione diretta del calcio russo. Il torneo è iniziato il 16 aprile 2008 ed è terminato il 31 maggio 2009, con la finale giocata allo Stadio Arena Khimki di Chimki. Il CSKA Mosca ha vinto la coppa per la quinta volta, battendo per 1–0 il Rubin Kazan.

## Formula
La Coppa si dipanava su 10 turni, tutti disputati in gara unica. Nel corso della manifestazione entravano in scena le squadre di livello via via più alto: ai primi turni parteciparono solo squadra di Vtoroj divizion (il terzo livello del campionato russo di calcio) e della leghe amatoriali; le formazioni di Pervij divizion entrarono in scena solo a partire dal quarto turno, mentre quelle di Prem'er-Liga erano qualificate direttamente ai sedicesimi di finale.

## Turno preliminare
A questo turno parteciparono 20 squadre di Vtoroj divizion e 2 delle leghe amatoriali.
Le partite furono disputate tra il 16 e il 27 aprile 2008.

### Zona Sud
| Squadra 1         | Risultato | Squadra 2          |
| ----------------- | --------- | ------------------ |
| Volgar'-Gazprom-2 | 1 – 0     | Dagdizel' Kaspijsk |
| Žemčužina-Soči    | 0 – 1     | Krasnodar          |

### Zona Urali-Volga
| Squadra 1        | Risultato | Squadra 2       |
| ---------------- | --------- | --------------- |
| Chimik Dzeržinsk | 1 – 0     | Ėnergetik Uren' |
| Rubin-2          | 3 – 1     | Nižnij Novgorod |

### Zona centrale
| Squadra 1        | Risultato                | Squadra 2    |
| ---------------- | ------------------------ | ------------ |
| Zvezda Serpuchov | 4 – 0                    | Nika Mosca   |
| Saturn-2         | 1 – 1 (1-1 dts, 4-3 dcr) | Znamja Truda |

### Zona Ovest
| Squadra 1   | Risultato                 | Squadra 2        |
| ----------- | ------------------------- | ---------------- |
| Istra       | 1 – 3                     | Zelenograd       |
| Volga Tver' | 2 – 0                     | Dmitrov          |
| Pskov-747   | 1 – 1 (1-1 dts) (3-5 dcr) | Sever Murmansk   |
| MVD Rossii  | 2 – 0                     | Avangard Podolsk |
| Rybinsk     | 0 – 4                     | Dinamo Vologda   |

## Primo turno
A questo turno partecipano 68 squadre: le 11 promosse dal turno precedente e tutte le altre di Vtoroj divizion.
Le partite furono disputate tra il 29 aprile e il 18 maggio 2008.

### Zona Ovest
| Squadra 1        | Risultato       | Squadra 2              |
| ---------------- | --------------- | ---------------------- |
| Voločanin-Ratmir | 2 – 1           | Zenit-2                |
| Sever Murmansk   | 1 – 2           | Dinamo San Pietroburgo |
| Zelenograd       | 1 – 1 (3-4 dcr) | Volga Tver'            |
| Nara-ŠBFR        | 0 – 3           | MVD Rossii             |
| Spartak Ščëlkovo | 3 – 1           | Reutov                 |
| Torpedo Vladimir | 3 – 1           | Torpedo-RG             |
| Dinamo Vologda   | 1 – 1 (3-4 dcr) | Šeksna Čerepovec       |
| Spartak Kostroma | 2 – 0           | Tekstilščik Ivanovo    |

### Zona centrale
| Squadra 1           | Risultato       | Squadra 2        |
| ------------------- | --------------- | ---------------- |
| Luchovicy           | 2 – 1           | Zvezda Serpuchov |
| Rjazan'             | 1 – 2           | Saturn-2         |
| Zenit Penza         | 0 – 1           | Mordovija        |
| Spartak Tambov      | 1 – 2           | Metallurg Lipeck |
| Avangard Kursk      | 1 – 0           | Rusiči Orël      |
| Elec                | 1 – 1 (7-8 dcr) | Gubkin           |
| FCS-73 Voronež      | 1 – 1 (7-8 dcr) | Dinamo Voronež   |
| Zodiak Staryj Oskol | 0 – 2           | Lokomotiv Liski  |

### Zona Sud
| Squadra 1           | Risultato       | Squadra 2           |
| ------------------- | --------------- | ------------------- |
| Krasnodar           | 2 – 0           | Soči-04             |
| Energija Volžskij   | 2 – 3           | Olimpija Volgograd  |
| Krasnodar-2000      | 1 – 0           | Spartak-UGP Anapa   |
| Družba Majkop       | 2 – 3           | Taganrog            |
| Batajsk-2007        | 2 – 0           | Nika Krasny Sulin   |
| Rotor               | 1 – 0           | Kavkaztransgaz-2005 |
| Avtodor Vladikavkaz | 1 – 0           | Dinamo Stavropol'   |
| Astrachan'          | 1 – 1 (5-6 dcr) | Volgar'-Gazprom-2   |

### Zona Urali-Volga
| Squadra 1             | Risultato       | Squadra 2              |
| --------------------- | --------------- | ---------------------- |
| Volga Nižnij Novgorod | 3 – 1           | Rubin-2                |
| Dinamo Kirov          | 2 – 0           | Chimik Dzeržinsk       |
| Sokol Saratov         | 0 – 1           | FK Togliatti           |
| Lada Togliatti        | 2 – 0           | Junit Samara           |
| Alnas                 | 0 – 0 (4-2 dcr) | Akademija Dimitrovgrad |
| SOJUZ-Gazprom         | 1 – 1 (6-5 dcr) | Neftechimik            |
| Gazovik Orenburg      | 3 – 0           | Gornjak Učaly          |
| Tjumen'               | 1 – 4           | Zenit Čeljabinsk       |

### Zona Est
| Squadra 1 | Risultato       | Squadra 2        |
| --------- | --------------- | ---------------- |
| Sibir'-2  | 1 – 0           | Kuzbass Kemerovo |
| Sachalin  | 0 – 0 (5-4 dcr) | Okean            |

## Secondo turno
Vi parteciparono le vincenti del primo turno a cui si unirono altre 6 squadre di Vtoroj divizion della Zona Est.
Le partite furono disputate tra il 21 e il 29 maggio 2008.

### Zona Ovest
| Squadra 1              | Risultato | Squadra 2        |
| ---------------------- | --------- | ---------------- |
| Dinamo San Pietroburgo | 1 – 2     | Voločanin-Ratmir |
| MVD Rossii             | 0 – 2     | Volga Tver'      |
| Spartak Ščëlkovo       | 0 – 2     | Torpedo Vladimir |
| Sheksna Cherepovets    | 0 – 3     | Spartak Kostroma |

### Zona centrale
| Squadra 1      | Risultato | Squadra 2        |
| -------------- | --------- | ---------------- |
| Saturn-2       | 0 – 3     | Luchovicy        |
| Mordovija      | 0 – 3     | Metallurg Lipeck |
| Gubkin         | 1 – 2     | Avangard Kursk   |
| Dinamo Voronež | 1 – 0     | Lokomotiv Liski  |

### Zona Sud
| Squadra 1          | Risultato | Squadra 2           |
| ------------------ | --------- | ------------------- |
| Krasnodar          | 3 – 1     | Krasnodar-2000      |
| Taganrog           | 4 – 2     | Batajsk-2007        |
| Olimpija Volgograd | 0 – 1     | Volgar'-Gazprom-2   |
| Rotor              | 3 – 2     | Avtodor Vladikavkaz |

### Zona Urali-Volga
| Squadra 1             | Risultato       | Squadra 2        |
| --------------------- | --------------- | ---------------- |
| Volga Nižnij Novgorod | 3 – 1           | Dinamo Kirov     |
| Togliatti             | 1 – 1 (2-3 dcr) | Lada Togliatti   |
| Alnas                 | 2 – 1           | SOJUZ-Gazprom    |
| Zenit Čeljabinsk      | 0 – 1           | Gazovik Orenburg |

### Zona Est
| Squadra 1             | Risultato       | Squadra 2          |
| --------------------- | --------------- | ------------------ |
| Irtyš Omsk            | 0 – 3           | Sibir'-2           |
| Metallurg Krasnojarsk | 1 – 0           | Sibirjak Bratsk    |
| Čita                  | 1 – 1 (2-4 dcr) | Amur Blagoveščensk |
| Smena K.N.A.          | 4 – 1           | Sachalin           |

## Terzo turno
Partecipano le 20 squadre promosse dal turno precedente.
Le partite furono disputate tra il 7 e il 13 aprile 2008.

### Zona Ovest
| Squadra 1        | Risultato   | Squadra 2        |
| ---------------- | ----------- | ---------------- |
| Spartak Kostroma | 0 – 1       | Torpedo Vladimir |
| Volga Tver'      | 2 – 1 (dts) | Voločanin-Ratmir |

### Zona centrale
| Squadra 1        | Risultato | Squadra 2      |
| ---------------- | --------- | -------------- |
| Dinamo Voronež   | 0 – 2     | Avangard Kursk |
| Metallurg Lipeck | 2 – 0     | Luchovicy      |

### Zona Sud
| Squadra 1         | Risultato   | Squadra 2 |
| ----------------- | ----------- | --------- |
| Volgar'-Gazprom-2 | 2 – 1 (dts) | Rotor     |
| Taganrog          | 4 – 1       | Krasnodar |

### Zona Urali-Volga
| Squadra 1        | Risultato | Squadra 2             |
| ---------------- | --------- | --------------------- |
| Lada Togliatti   | 1 – 5     | Volga Nižnij Novgorod |
| Gazovik Orenburg | 3 – 0     | Alnas                 |

### Zona Est
| Squadra 1          | Risultato   | Squadra 2             |
| ------------------ | ----------- | --------------------- |
| Sibir'-2           | 1 – 2 (dts) | Metallurg Krasnojarsk |
| Amur Blagoveščensk | 0 – 1       | Smena K.N.A.          |

## Quarto turno
Partecipano le 10 qualificate del terzo turno più quelle di Pervij divizion che entrarono in scena in questo turno.
Le partite furono disputate il 30 giugno e il 1º luglio 2008.
| Squadra 1               | Risultato       | Squadra 2            |
| ----------------------- | --------------- | -------------------- |
| Metallurg Krasnojarsk   | 2 – 3           | Smena K.N.A.         |
| Torpedo Vladimir        | 4 – 0           | Torpedo Mosca        |
| Volga Tver'             | 1 – 3           | Baltika              |
| Metallurg Lipeck        | 3 – 0           | Volga Ul'janovsk     |
| Vitjaz' Podol'sk        | 3 – 1           | Sportakademklub      |
| Avangard Kursk          | 0 – 1           | Dinamo Brjansk       |
| Saljut Belgorod         | 3 – 0           | Rostov               |
| Černomorec Novorossijsk | 0 – 1           | Kuban'               |
| Taganrog                | 0 – 3           | SKA Rostov           |
| Volgar'-Gazprom-2       | 2 – 3           | Alanija Vladikavkaz  |
| Anži                    | 3 – 0           | Mašuk-KMV Pjatigorsk |
| Volga Nižnij Novgorod   | 0 – 0 (5-4 dcr) | Nosta Novotroick     |
| KAMAZ                   | 2 – 1           | Ural                 |
| Sibir'                  | 4 – 1           | Dinamo Barnaul       |
| Gazovik Orenburg        | 1 – 0           | Metallurg-Kuzbass    |
| SKA-Ėnergija            | 4 – 0           | Zvezda Irkutsk       |

## Quinto turno
Partecipano le 16 qualificate del quarto turno e le 16 squadre di Prem'er-Liga 2008 che entrarono in scena in questo turno e giocarono tutte fuori casa.
Le partite furono disputate tra il 5 e il 6 agosto 2008.
| Squadra 1             | Risultato       | Squadra 2              |
| --------------------- | --------------- | ---------------------- |
| Smena K.N.A.          | 1 – 1 (3-5 dcr) | Rubin                  |
| Torpedo Vladimir      | 1 – 4           | CSKA Mosca             |
| Baltika               | 3 – 0           | Luč-Ėnergija           |
| Metallurg Lipeck      | 0 – 2           | Lokomotiv Mosca        |
| Vitjaz' Podol'sk      | 2 – 1           | Spartak Nal'čik        |
| Dinamo Brjansk        | 1 – 2           | Spartak Mosca          |
| Saljut Belgorod       | 0 – 1           | Šinnik                 |
| Kuban'                | 0 – 1           | Dinamo Mosca           |
| SKA Rostov            | 3 – 2           | Chimki                 |
| Alanija Vladikavkaz   | 1 – 3           | FK Mosca               |
| Anži                  | 2 – 3           | Terek Groznyj          |
| Volga Nižnij Novgorod | 1 – 1 (4-3 dcr) | Saturn                 |
| KAMAZ                 | 1 – 5           | Tom' Tomsk             |
| Sibir'                | 1 – 0           | Zenit San Pietroburgo  |
| Gazovik Orenburg      | 2 – 2 (3-5 dcr) | Kryl'ja Sovetov Samara |
| SKA-Ėnergija          | 1 – 1 (1-4 dcr) | Amkar Perm'            |

## Ottavi di finale
Parteciparono le 16 qualificate del quinto turno.
Le partite furono disputate il 23 e il 24 settembre 2008.
| Squadra 1              | Risultato                | Squadra 2             |
| ---------------------- | ------------------------ | --------------------- |
| Šinnik                 | 1 – 2                    | Spartak Mosca         |
| Kryl'ja Sovetov Samara | 0 – 2                    | Sibir'                |
| CSKA Mosca             | 1 – 0                    | Baltika               |
| Rubin                  | 0 – 0 (0-0 dts, 4-1 dcr) | Amkar Perm'           |
| Tom' Tomsk             | 2 – 2 (2-2 dts, 4-1 dcr) | Volga Nižnij Novgorod |
| FK Mosca               | 3 – 0                    | Terek Groznyj         |
| Lokomotiv Mosca        | 1 – 0                    | Vitjaz' Podol'sk      |
| Dinamo Mosca           | 2 – 0                    | SKA Rostov            |

## Quarti di finale
Le partite furono disputate tra il 15 e il 22 aprile 2009.
| Squadra 1       | Risultato | Squadra 2    |
| --------------- | --------- | ------------ |
| Lokomotiv Mosca | 0 – 1     | CSKA Mosca   |
| Spartak Mosca   | 0 – 3     | Dinamo Mosca |
| FK Mosca        | 2 – 1     | Tom' Tomsk   |
| Rubin           | 2 – 0     | Sibir'       |

## Semifinali
Le partite furono disputate tra il 6 e il 13 maggio 2009.
| Squadra 1    | Risultato                 | Squadra 2  |
| ------------ | ------------------------- | ---------- |
| Dinamo Mosca | 2 – 2 (2-2 dts) (5–6 dcr) | CSKA Mosca |
| FK Mosca     | 0 – 1                     | Rubin      |

## Finale
| Arbitro: | Stanislav Suchina |

|               |           |  |
| Aldonin 90+1’ | Marcatori |  |